# 于金镒
于金镒（1963年4月—），山东莱阳人，汉族，中国共产党党员。中华人民共和国政治人物、第十三届全国人民代表大会江西地区代表。
曾擔任国网江西省电力公司董事长、党委书记。2018年2月24日，当选为第十三届全国人大代表。